# Cross Roads (Texas)
Cross Roads és una població dels Estats Units a l'estat de Texas. Segons el cens del 2000 tenia 603 habitants.

## Demografia
Segons el cens del 2000, Cross Roads tenia 603 habitants, 228 habitatges, i 178 famílies. La densitat de població era de 33,8 habitants/km².
Dels 228 habitatges en un 30,3% hi vivien nens de menys de 18 anys, en un 69,7% hi vivien parelles casades, en un 5,7% dones solteres, i en un 21,9% no eren unitats familiars. En el 15,4% dels habitatges hi vivien persones soles el 7,9% de les quals corresponia a persones de 65 anys o més que vivien soles. El nombre mitjà de persones vivint en cada habitatge era de 2,64 i el nombre mitjà de persones que vivien en cada família era de 2,9.
Per edats la població es repartia de la següent manera: un 21,1% tenia menys de 18 anys, un 6,1% entre 18 i 24, un 30,2% entre 25 i 44, un 31,2% de 45 a 60 i un 11,4% 65 anys o més.
L'edat mediana era de 42 anys. Per cada 100 dones de 18 o més anys hi havia 95,1 homes.
La renda mediana per habitatge era de 72.031 $ i la renda mediana per família de 93.510 $. Els homes tenien una renda mediana de 61.827 $ mentre que les dones 31.750 $. La renda per capita de la població era de 42.664 $. Aproximadament el 2,5% de les famílies i el 3,8% de la població estaven per davall del llindar de pobresa.

## Poblacions més properes
El següent diagrama mostra les poblacions més properes.